# Susan Gerbic
Susan Marie Gerbic  es una mujer estadounidense conocida por su activismo escéptico que vive en Salinas, California. Gerbic es la fundadora del grupo "Monterey County Skeptics", así como fundadora y líder del proyecto Guerrilla Skepticism on Wikipedia (GSoW), colaboradora habitual de la revista Skeptical Inquirer, The Skeptic Zone podcast,  y miembro del Comité de Investigación Escéptica. Gerbic ha centrado gran parte de su activismo escéptico en personas que dicen ser médiums clarividentes, como Sylvia Browne, Tyler Henry y Thomas John, a quienes llama "vampiros de sufrimiento".

## Activismo escéptico
Gerbic fue criada en Salinas, California, como cristiana bautista del sur. Su interés en temas paranormales y marginales comenzó cuando desarrolló un temor basado en informes de combustión humana espontánea, "¡la idea de que podrías estar caminando por la calle y de repente, boom!" Su educación religiosa fue desafiada en su adolescencia, Gerbic le dijo al editor de Skeptical Inquirer Benjamin Radford, cuando se encontró por primera vez con el término "ateo": durante su tercer año en la escuela secundaria Alisal, gracias a su maestro de aula, el Sr. Borman. "Un día me di cuenta de que él nunca decía la parte 'bajo Dios' en el Juramento de lealtad", dijo. "Le pregunté por qué y él dijo que era porque era ateo. Nunca había escuchado esa palabra antes". Una vez que descubrió que había otras personas que sentían lo mismo que ella, comenzó a leer todo lo que pudo sobre el tema. En 1996, la revista Skeptical Inquirer fue fundamental en su transformación en un escéptico científico. 
En el año 2000, Gerbic asistió a su primera conferencia, "Skeptic's Toolbox" en Eugene (Oregón). Gerbic comenzó a editar Wikipedia después de las experiencias en tres cruceros de "Amazing Adventure" organizados por la James Randi Educational Foundation y asistir a varios The Amaz!ng Meeting. Ella quería hacer algo más proactivo, por lo que centró su atención en editar Wikipedia. Su primera contribución fue una foto de Brian Dunning del podcast Skeptoid. 
Su trabajo en la fundación y gestión de GSoW la convirtió en un miembro influyente de la comunidad escéptica, lo que la llevó a convertirse en consultora del Comité para la Investigación Escéptica. En febrero de 2018, el Center for Inquiry la nombró Miembro.

### Guerrilla escéptica en Wikipedia
Gerbic es la fundadora y líder de "Guerrilla Skepticism on Wikipedia" (GSoW, Guerrilla escéptica en Wikipedia en español), una organización dedicada a mejorar el contenido en Wikipedia mejorando y creando artículos que reflejan los ideales del naturalismo científico y el escepticismo científico . Hasta agosto de 2018, el proyecto GSoW había escrito o reescrito por completo más de 600 páginas de Wikipedia en varios idiomas, que colectivamente habían recibido más de 30 millones de visitas.
A Gerbic y Mark Edward se les ocurrió el nombre "Guerrilla Skepticism on Wikipedia" como una forma de describir un tipo de activismo escéptico que es "más clandestino, más popular y desde las bases, más parecido a un agente encubierto".  : (0:02:00)  La idea de un esfuerzo organizado surgió de Tim Farley después de que Gerbic se había frustrado por los típicos WikiProjects, encontrándolos inactivos o difíciles de usar, especialmente para los editores nuevos con poca experiencia. En vez de ello, comenzó a comunicarse con otros editores de Wikipedia y a capacitar a otras personas en como hacerlo directamente en Facebook o usando el correo electrónico. Ella declaró que el comienzo formal de GSoW fue en mayo de 2010, pero su aniversario se celebra en junio.
El interés en el proyecto creció después de que Gerbic hiciera presentaciones en SkeptiCalcon, una presentación en papel de domingo en The Amaz!ng Meeting, y también creara un blog sobre el tema. En una entrevista con Richard Saunders, ella afirma que este tipo de proyecto es "una tormenta perfecta, nunca hubiéramos podido hacer esto sin Internet".
Gerbic pasa gran parte de su tiempo entrenando a los nuevos miembros del equipo en crecimiento para que sepan como realizar las tareas básicas necesarias para editar de manera efectiva la enciclopedia, abordando temas tan diversos como Scientología, ovnis, vacunas y medicina alternativa. El equipo de GSoW ha crecido desde su fundación, y Wired informó en julio de 2018 que el proyecto tenía más de 120 editores internacionales.
Los miembros de GSoW son alentados a identificar artículos con un punto de vista escéptico o artículos científicos notables en los medios de comunicación que puedan servir como referencias significativas, y luego citarlos en las páginas de Wikipedia aplicables. Gerbic llama a tales ediciones "edición inversa", ya que este proceso (editar múltiples artículos incluyendo la misma referencia en todos ellos) es lo contrario del proceso más típico en el que un editor trabaja en un solo artículo de Wikipedia, mejorándolo con referencias de múltiples fuentes. Los editores de GSoW buscan también artículos relacionados con el escepticismo que pueden ser mejorados mediante la adición de referencias de escritos populares, prensa, podcasts y otras referencias. Comparten sus investigaciones y colaboran entre ellos. Algunas veces directamente entrevistan a personas notables para mejorar las citas y los recursos. Gerbic usó el ejemplo de la página de Wikipedia de la psíquica Sylvia Browne durante la conferencia Amaz!ng Meeting, sugiriendo que las personas que buscan información podrían preferir Wikipedia como un sitio neutral, libre de virus y fácil de usar. Ella llama a esto el efecto Ricitos de oro.
Gerbic afirma que el Proyecto "We Got Your Your Wiki Back! " es un subproyecto popular en GSoW. El objetivo del proyecto es mejorar las páginas de Wikipedia de portavoces escépticos, especialmente cuando están en la mira de los medios de comunicación y las visitas a sus páginas de Wikipedia tienden a aumentar. La intención es que las personas encuentren información excelente y confiable en Wikipedia.
En agosto de 2012, Gerbic comenzó a formar y capacitar a editores en idiomas diferentes al inglés. Comenzando con el proyecto "Comencemos con Jerry", se pidió a todos los equipos que tradujeran la página de Wikipedia en inglés de Jerry Andrus a la mayor cantidad de idiomas posible. Los artículos en árabe, afrikáans, holandés, ruso, español, sueco y portugués se completaron bajo su dirección.

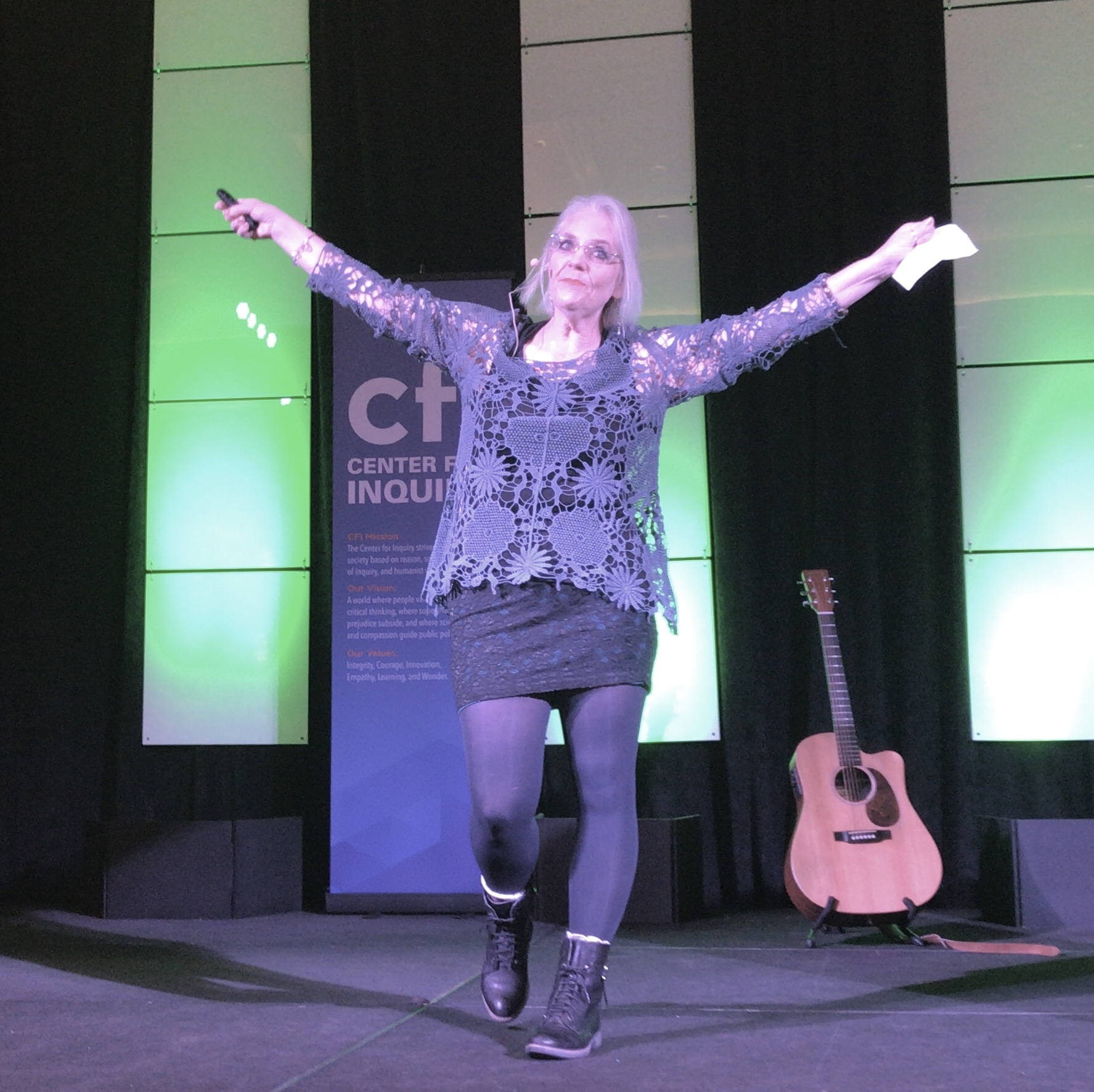
Gerbic presentando GSoW en CSICon en 2017

A fines de 2017, Gerbic recorrió Europa con el "About Time Tour" y habló en muchas reuniones de activistas escépticos. Durante esta gira, ella tuvo una aparición en Bloomberg TV Bulgaria, y la entrevista fue documentada en un artículo del 6 de octubre llamado "¿Podemos confiar en Wikipedia?"
Gerbic fue oradora destacada en CSICon en 2017, donde tuvo una presentación llamada "Beyond the Choir: The Guerrilla Skepticism on Wikipedia Project (GSoW)" (Más allá del coro: El proyecto de guerrilla escéptica en Wikipedia), que se centró en reclutar personas para el equipo de GSoW.

### Activismo sobre psíquicos
Gerbic enfoca gran parte de su activismo escéptico en médiums clarividentes y psíquicos, a quienes llama vampiros de sufrimiento (grief vampires) por la forma en que se aprovechan de familias desesperadas que harían cualquier cosa para hablar con sus seres queridos o pagarían cualquier precio para encontrar a un hijo desaparecido. Gerbic le da crédito al escéptico Robert S. Lancaster por ser "súper influyente en mi 'carrera' en la comunidad de escéptica", así como por despertar específicamente su interés en exponer a los médiums como el fraude que son".
En un artículo en línea de 2018 del Skeptical Inquirer, Gerbic resume técnicas comunes que los psíquicos usan para lograr sus efectos, que van desde aprovecharse de la forma en que el cerebro humano procesa la información, hasta usar técnicas comunes en la magia escénica llamadas lectura en frío y lectura en caliente.

#### Sylvia Browne
En 2012, Gerbic y Edward organizaron una protesta contra Sylvia Browne cuando apareció en el Imperial Palace Hotel and Casino en Las Vegas el 13 de julio de ese año. Junto con Benjamin Radford, Ross Blocher, Bob Blaskiewitz, Jay Diamond y otros, el grupo se paró fuera del lugar y entregó folletos que describían las técnicas de lectura en frío y algunas de las llamadas "predicciones psíquicas" que Browne ha hecho a lo largo de los años que han demostrado ser incorrectas.

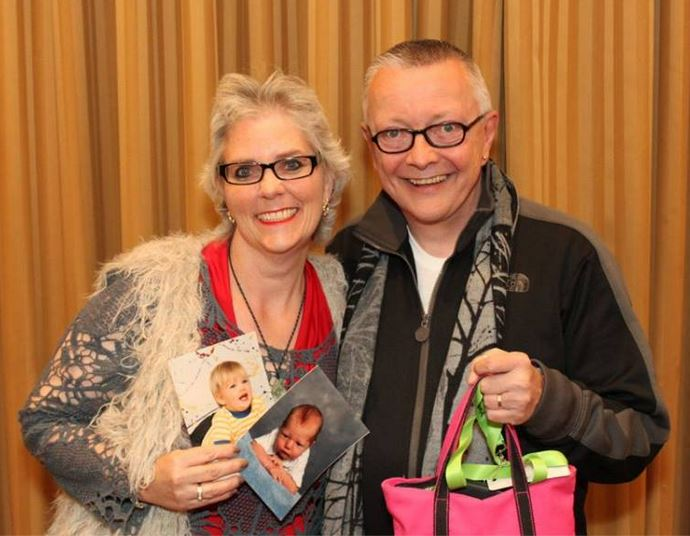
El personaje de Gerbic "Susanna" con Chip Coffey en 2014

#### Chip Coffey
En 2014, Gerbic organizó una operación encubierta dirigida al conocido psíquico Chip Coffey, a la que llamó en código Operación Bumblebee. Ella y dos asociados crearon identidades falsas y parientes muertos falsos, completos con historias de fondo e imágenes (de personas reales que aún viven), y asistieron a un evento de Coffey en San José . Mezclándose con los asistentes antes de que comenzara el espectáculo, los tres hablaron tanto como pudieron sobre sus familiares supuestamente muertos, con la esperanza de que algunos de los ayudantes de Coffey pudieran escucharlos. Durante el programa, Coffey hizo lecturas de cada uno de los tres, alegando estar en contacto con cada uno de los inexistentes parientes supuestamente muertos, relatando con confianza detalles sobre personas completamente inventadas, incluyendo detalles de los que Gerbic y sus asociados habían hablado antes del espectáculo.

#### Tyler Henry
En 2015, el psíquico en ascenso Tyler Henry llamó la atención de Gerbic. Henry tenía un nuevo programa de televisión en E! Network, y Gerbic notó que una búsqueda en Google sobre el programa o Henry daba como resultado artículos en su mayoría favorables y poco críticos. En lo que llamó Operación Tater Tot, Gerbic reclutó a activistas escépticos conocidos para escribir sobre Henry, y proporcionar un punto de vista alternativo que equilibraría la percepción no crítica presentada hasta ese momento por los medios. Los activistas que publicaron sobre Henry como parte de esta operación incluyeron a Sharon Hill, Hemant Mehta, Jerry Coyne, Caleb Lack, Stephen Propatier, y David Gorski.
A partir de 2016, Gerbic escribió una serie de artículos sobre Henry, que fueron publicados por el Skeptical Inquirer: 
- Grief Vampires Don't Come Out Only at Night [46]
- Operation Tater Tot: Following Up On A Grief Vampire [39]
- Tip the Canoe of Tyler Too! [47]
- Return of the Grief Vampire Tyler Henry [48]
- Anatomy of a Reading [49]
- Eventually I'm going to piss off Tyler Henry [50]
- The One Where “Psychic” Tyler Henry Reads Alan Thicke [51]
- Nancy Grace Should be Ashamed of Herself! [52]

#### Tim Braun
En 2015, Gerbic reclutó a Heather Henderson para ayudar en el seguimiento de la operación encubierta de Chip Coffey. El equipo de Gerbic, sin la participación de Henderson, creó varias cuentas falsas interconectadas en Facebook, varias de las cuales se hicieron amigos de varios psíquicos conocidos. Entonces Henderson, haciéndose pasar por la afligida madre de un fallecido niño de 13 años, recibiría una lectura privada del psíquico Tim Braun. Debido a que Henderson no conocía ninguno de los detalles de "su" página de Facebook, esta sería una prueba doble ciego en el sentido de que no podría darle a Braun ningún comentario, inadvertido o de otro tipo, sobre su precisión. Habiendo obtenido permiso para hacer una grabación, Henderson tuvo una lectura de una hora con Braun, quien afirmó estar en comunicación con sus hijos, esposo y familia inexistentes. La Operación Ice Cream Cone, como lo llamó Gerbic, no estableció que Braun usara ninguna información de las páginas falsas de Facebook, pero todas las afirmaciones que le hizo a Henderson fueron incorrectas.  El audio completo de la lectura está disponible en YouTube. 

#### Thomas John
Lifetime produjo un reality show para televisión protagonizado por el supuesto médium psíquico Thomas John llamado Seatbelt Psychic. Este es protagonizado por John en el papel de  conductor de un servicio de viajes compartidos que sorprende a los pasajeros "desprevenidos" cuando entrega mensajes de sus familiares fallecidos. Las supuestas habilidades psíquicas de John en el contexto del espectáculo han sido desafiadas por Gerbic, quien descubrió que los pasajeros de John son en realidad actores, varios de los cuales están documentados en IMDb. Gerbic concluyó que los pasajeros probablemente fueron contratados para viajar con John, pero es posible que no estuvieran actuando cuando hablaban con él. Llegó a la conclusión de que los detalles sobre sus vidas mencionados por John son fáciles de encontrar en fuentes como las redes sociales, y que probablemente se le proporcionaron a  John previamente al programa, convirtiendo las supuestas lecturas psíquicas en simples ejemplos de lectura en caliente. Un ejemplo de esto es la pasajera, Wendy Westmoreland, quien interpretó también a un personaje en Stalked by a Doctor, un programa de televisión también producido por Lifetime.

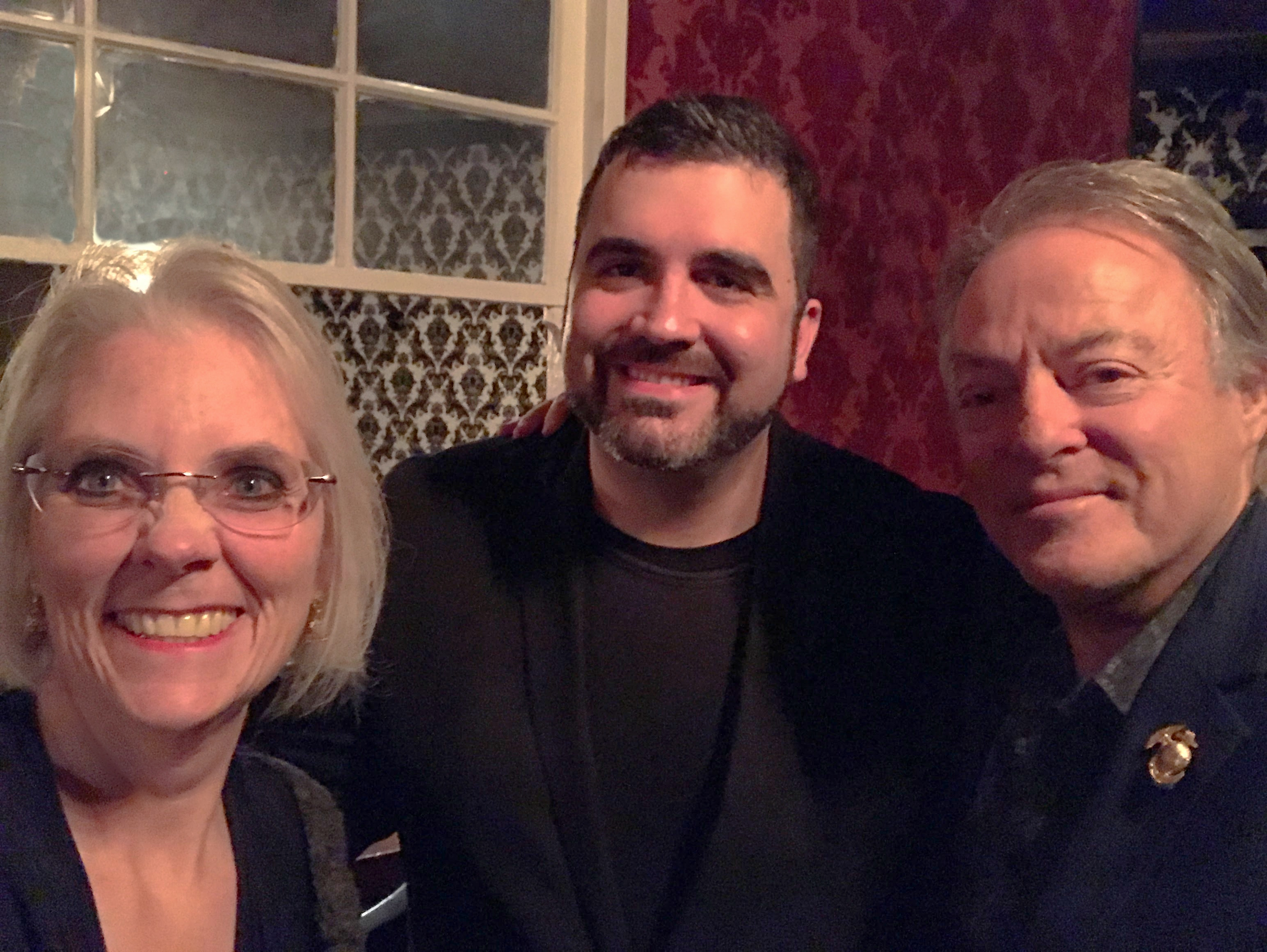
"Susanna Wilson" (Gerbic) y "Mark Wilson" (Mark Edward) encubiertos, con el desprevenido John después de su lectura de 2017

En marzo de 2017, Thomas John fue sorprendido haciendo una lectura en caliente en una operación encubierta llamada "Operación Pizza Roll", que fue planeada e implementada por Gerbic y el mentalista Mark Edward. La pareja de solteros, Gerbic y Edward, asistieron al show de John usando aliases, y fueron "leídos" como la pareja casada "Susanna y Mark Wilson" por John. Durante toda la lectura, John no pudo determinar las identidades reales de Gerbic y Edward, o que estaban siendo siendo parte de un engaño. Toda la información personal que les dio coincidía con lo que había en sus cuentas de Facebook falsas, en lugar de ser sobre sus vidas reales, y John fingió que estaba obteniendo esta información de los supuestos familiares muertos, pero en realidad inexistentes, de Gerbic y Edward.
Como Jack Hitt informó en The New York Times: 

"Durante el transcurso de la lectura, John describió con facilidad los detalles de la vida de Susanna Wilson: nombró a "Andy" y, sorprendentemente, supo que era su gemelo. Sabía que ella y su hermano habían crecido en Michigan y que su novia era María. Sabía sobre el suegro de Susanna y cómo había muerto."

 Estos detalles provenían de las cuentas de Facebook falsas de la pareja que habían sido preparadas por un grupo de escépticos antes de la lectura, y de las cuales Gerbic y Edward no tenían la información específica ingresada en estas cuentas. Este "cegamiento" se realizó para evitar que John luego pudiera afirmar que obtuvo la información falsa al leer las mentes de Gerbic y Edward. En su artículo sobre esta operación encubierta, Gerbic también reveló que durante un evento privado posterior al espectáculo, John reveló en un entorno grupal que al menos una de las personas en la audiencia, para la cual hizo una lectura, era en realidad su alumna.
Cuando Hitt contactó a John para que hiciera comentarios al respecto, John insistió en que no usaba Facebook para investigar y le dijo: "Recuerdo que ella [Gerbic] vino a un evento... la reconocí porque estaba allí con ese otro tipo que escribió ese libro." También le dijo a Hitt que "tengo los ojos cerrados durante una hora y media cuando estoy haciendo lecturas. Si ella habló durante ese período de tiempo, no lo recuerdo". John también argumentó que todo el experimento no era en realidad lo suficientemente científico, y dijo: "Que Susan viniera a una lectura y obtuviera una lectura de dos minutos y dijera, bueno, 'hice una publicación falsa sobre mi perro Buddy y mi padre quien murió', realmente no es ningún tipo de prueba científica acerca de poderes psíquicos". Añadió: "Primero, alguien tendría que ser científico para hacer un experimento científico, no alguien que solía ser fotógrafo en Sears". Cuando se le preguntó si los psíquicos cambiarían su comportamiento ahora que conocían sus métodos, Gerbic dijo: "Espero que vean Gerbics en su audiencia cada vez que miren y se pregunten si podríamos estar allí".
La operación Pizza Roll fue resumida por Claus Larsen en SkepticReport.com en un artículo titulado Is Thomas John a real psychic? Not a ghost of a chance! (¿Es Thomas John un verdadero psíquico? No hay ni un fantasma de una oportunidad!), que también incluyó una entrevista de Gerbic sobre la operación y sus resultados.
En un artículo del Skeptical Inquirer de junio de 2019 titulado Thomas John Revisited, Gerbic informó sobre las consecuencias de la operación. Esto incluye el informe de una transmisión de "Facebook Live", en la cual John intentó demostrar sus poderes paranormales a sus fanes después de las revelaciones de la operación haciendo lo que afirmó que era una "lectura científicamente controlada" de un supuesto extraño. Gerbic analizó la presentación, dando detalles de por qué era lo contrario de algo científicamente controlado, y describió una vez más cómo fácilmente se podría haber utilizado información públicamente disponible en Facebook, a pesar de las supuestas garantías de lo contrario. "Uno de los miembros de mi equipo me dio una lista de todos los aciertos que tuvo Thomas John durante la lectura... y luego me dio capturas de pantalla de la página de Facebook [de la niñera] donde publica cosas que son lo mismo que Thomas John le dijo." Además, a pesar de que John dice que "NO, no googleo a las personas. NO, no investigo a las personas. NO, no reviso los obituarios de las personas. No voy a Ancestry.com". El artículo de Gerbic incluye capturas de pantalla del monitor de John tomadas durante la transmisión en vivo. Estas imágenes contienen listas de lecturas guardadas de búsquedas anteriores de Google, incluidas búsquedas de individuos específicos, así como de intelius.com, un sitio web que declara que es "una forma confidencial de encontrar personas para poder volver a contactarse u obtener más información sobre una persona. Los informes de búsqueda de personas pueden incluir números de teléfono, historial de direcciones, edad y fecha de nacimiento, parientes y más. Encuentre a una persona que le interesa: ¡busque hoy!
En un artículo de junio de 2019 del  Skeptical Inquirer titulado "I'm Speechless! Thomas John Reads KJBK Fox2 Derek Kevrea", Gerbic informó sobre una aparición de Thomas John en un programa de televisión diurno en el cual le hace una lectura al meteorólogo del programa, Derek Kevrea, y afirma entregarle mensajes de su pariente muerto. La respuesta de Kevra fue que lo que John le dijo era correcto. En un video de Facebook, Kevra dijo más tarde "Estoy sin palabras... Thomas John se comunicó con mi abuelo... Dijo que está orgulloso de ti ... fue un milagro que pudiera mantener la calma." En su artículo, Gerbic informó que con un poco de investigación descubrió que la información proporcionada estaba disponible en las redes sociales y otras fuentes disponibles para John. Con respecto a la declaración de Kevrea, Gerbic dice:  

No es culpa de la persona cuando ocurren este tipo de cosas... Atrapado en el momento, especialmente cuando tus compañeros de trabajo están sentados allí diciendo que esto es real, es fácil ver cómo alguien podría creerse todo esto. Además, esta es la televisión matutina en vivo, todo debe ser alegre y divertido. El necesita seguirle el juego.

 En agosto de 2019, Gerbic retomó el tema de Thomas John Revisited con otro artículo, Three Parents Reveal The Truth About Psychic Thomas John, que cubrió las secuelas de su operación encubierta. El artículo investiga un video subido por John el 24 de marzo, poco después de que se publicara el artículo de The New York Times, en el que John hace un alectura a "tres mujeres afligidas", y afirma que los resultados validan sus poderes paranormales. En su artículo, Gerbic hace un análisis punto por punto de estas lecturas, y ofrece evidencia de que las cosas mencionadas de las que se afirma que hubiera sido "imposible" que John supiera sin ayuda sobrenatural, estaban fácilmente disponibles en línea. La conclusión de Gerbic incluyó: 

... cuando haces afirmaciones comprobables, como lo hicieron estas madres afligidas, de que la información que TJ les proporcionó no se encuentra en ningún lugar de Internet, entonces espero que lo piensen dos veces. Esta información "inaccesible" fue encontrada y presentada aquí, y cualquiera puede encontrarla en solo unos minutos de búsqueda en línea. Es aún más rápido si tienes una cuenta en un sitio web como intellius.com, algo que sabemos que TJ tiene porque está guardado como "favorito" en su computadora.

#### Matt Fraser
Antes de que The New York Times publicara unreportaje documentando la exitosa operación encubierta de Gerbic contra Thomas John, el periódico quería que uno de sus periodistas se involucrara en otra operación encubierta para presenciar todo el proceso desde el principio. Así, Jack Hitt observó lo que se llamó "Operación Peach Pit", una operación que siguió un procedimiento similar al utilizado contra Thomas John. En este caso, el objetivo era el médium Matt Fraser. Según Hitt, Fraser "es un joven psíquico de Long Island que se asemeja a Tom Cruise en el papel de un monaguillo que comparte demasiado. Ha estado en el circuito durante años, tiene un libro en su haber y trabaja en la trastienda de Doubletree o Crowne Plaza cada dos o tres días".
Al igual que con la operación de Thomas John, las cuentas de Facebook fueron creadas y pobladas con datos falsos sobre personas inexistentes. En enero de 2018, el investigador paranormal Kenny Biddle y un grupo de cinco amigos, usando alias que coinciden con las cuentas falsas de Facebook, asistieron al espectáculo de Fraser en el Casino Valley Forge en King of Prussia. Como Biddle informó en el Skeptical Inquirer: 

Aunque se trabajó mucho en esta operación, ninguno de los miembros de mi equipo tuvo la oportunidad de que le hicieran una lectura ... Cuando salimos del teatro, tuvimos la oportunidad de hablar con Fraser después del espectáculo. Mi equipo y Fraser conversaron sobre quiénes éramos y nuestras diversas razones para venir al espectáculo. Fraser aceptó nuestras historias sin una pizca de duda, incluso mientras yo estaba pensando constantemente en mi cabeza "Dime que estoy inventando esto ... dime que sabes que estamos aquí encubiertos". Por desgracia, no lo hizo.

 Biddle también informó: "Entré en esta experiencia ... dispuesto a ver si había algo de verdad en las afirmaciones hechas por Matt Fraser ... [pero] no pareció demostrar ninguna habilidad sobrenatural, solo un don para, hablando rápido, convencer a sus clientes de creer que puede hablar con los espíritus." El New York Times informó sobre esta operación encubierta en el mismo artículo en el que informó sobre la exitosa operación de Thomas John.

### Escépticos del condado de Monterey
Cuando Gerbic asistió al "Skeptic's Toolbox" (La caja de herramientas del escéptico) en Eugene, Oregón en 2002. Ray Hyman, el líder del Toolbox, le aconsejó que comenzara su propia conferencia local. En 2007, Steve Wheller, otro escéptico que vivía en una ciudad cercana, le envió un mensaje en el foro JREF debido a su perfil. Juntos, usaron Grupos de Yahoo para encontrar otros activistas escépticos de ideas afines y formaron "Monterey County Skeptics (MCS)" (los Escépticos del Condado de Monterey).
El MCS participó en la campaña 10:23 tomando "sobredosis" de pastillas homeopáticas. Para demostrar los efectos de la homeopatía, Gerbic tomó personalmente 80 glóbulos (15 dosis) de 30C Belladonna de la marca Boiron. En 2011, durante SkeptiCal, Gerbic se unió a más de 100 asistentes para tomar una sobredosis (15 veces la dosis recomendada) de cafeína cruda homeopática que se usa para la somnolencia. El 3 de enero de 2015, los escépticos del condado de Monterey tuvieron el primer SkepticCamp en el norte de California. El evento fue presentado por Mark Edward y fue un día de presentaciones gratuitas sobre escepticismo, pensamiento crítico, ciencia y temas relacionados. Las conferencias incluyeron ocho oradores, incluido a Gerbic, cuya presentación informaba sobre una operación encubierta psíquica de 6 meses. Un reportero del Monterey Herald que asistió a la conferencia declaró: "SkeptiCamp Monterey 2015, [es] una reunión de personas que eligen tomar casi todo con un grano de sal, y probablemente una cucharada entera".
El MCS celebró su tercer "SkeptiCamp Monterey" anual en enero de 2017 y fue cubierto por el Monterey Herald. En el artículo, Gerbic fue citada diciendo: "Este es el primer año en que realmente estamos tratando de crecer. Y es la primera vez que traemos un orador aquí desde más lejos y lo llevamos a una locación más grande". Se refería al escéptico profesional, autor y orador Benjamin Radford, autor del libro “Bad Clowns” y que ha investigado una variedad de fenómenos no explicados y ha escrito sobre una amplia variedad de temas de interés para los escépticos. Hablando sobre la misión de las personas interesadas en el escepticismo científico en general y en MCS en particular, Gerbic también dijo: "Todos estamos en un camino y en un viaje para tratar de descubrir qué es real, y el escepticismo científico es un método para descubrir eso."

### Presencia en conferencias

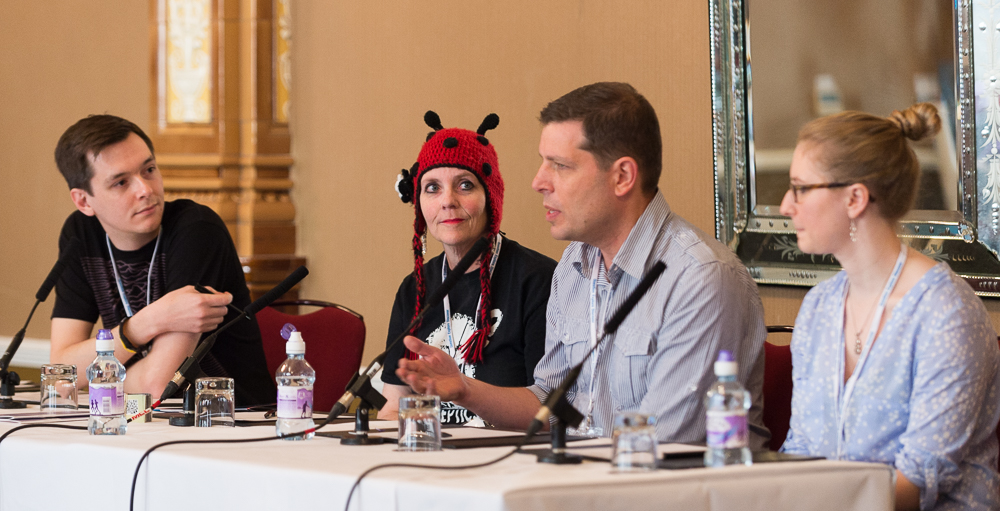
Susan Gerbic en QEDcon 2014 con Michael Marshall, Eran Segev y Samantha Stein

El tema de la asistencia a conferencias escépticas recibió mucha atención en los segmentos quincenales de Gerbic en el podcast Skepticality de la Skeptic Society. En su artículo de noviembre de 2014 para Skeptical Inquirer sobre Skeptic's Toolbox, describe la conferencia anual celebrada en Eugene, Oregón, y discutió la importancia de asistir a la conferencia, afirmando que "sabemos que nuestro mejor recurso es nuestra gente."
En octubre de 2015, Gerbic realizó una serie de talleres en Australia, que culminó con su aparición como oradora invitada en la Convención de Escépticos de Australia.
En 2016 y 2017, para promover los eventos de CSICon, Gerbic entrevistó a muchos de los oradores programados antes de esas conferencias. Estas entrevistas, que fueron publicadas por el Center for Inquiry, incluyeron a Bob Novella, Maria Konnikova, Sheldon W. Helms, Evan Bernstein, Kavin Senapathy, James Alcock, Robert Brotherton, Richard Saunders, Kevin Folta, Natalie Newell (productor / director de Science moms), Kenny Biddle, Taner Edis, Britt Hermes, Mark Edward, Craig Foster, Harriet Hall y el MC de la conferencia George Hrab.
En diciembre de 2019, también fue oradora en la Convención de escépticos australianos, donde habló sobre sus operaciones encubiertas hacia Thomas John y algunos otros médiums psíquicos. La charla misma se llamó "Grief Vampires" (Vampiros de sufrimiento).

## Reacciónes
El trabajo de activismo escéptico de Gerbic ha sido criticado por los proponentes de la medicina alternativa y los defensores de lo paranormal.
En una entrevista con Tim Farley sobre la controversia de Wikipedia con Deepak Chopra y Rupert Sheldrake, Gerbic declaró que entiende la frustración que las figuras públicas deben tener sobre los artículos que cambian sin su control, pero que las acusaciones de promoción para reclutar y entrenar editores en un área en particular han resultado en general, de la mala interpretación de las reglas de Wikipedia. "Wikipedia necesita que la gente edite ..." y la "pseudociencia" debe estar bien fundamentada antes de que se pueda agregar a un artículo. Los escépticos también tienen ediciones eliminadas cuando no están bien referenciadas. Wikipedia es demasiado importante para ser vandalizada ... es demasiado importante para que lo ignoremos."
En febrero de 2015, en un artículo para Skeptic titulado Considering a Complaint About Skeptical Tactics (Considerando una queja sobre tácticas escépticas) Daniel Loxton examinó la controversia con respecto a las diversas operaciones encubiertas de Gerbic, relatando las opiniones de los defensores de la pseudociencia y las personas en el movimiento escéptico. Este fue el primero de una serie de artículos en los que Loxton examinó las preguntas más importantes planteadas por las actividades encubiertas encubiertas de Gerbic, a saber: "¿Deben identificarse afirmaciones falsas en el ámbito paranormal y revelarse la verdad sobre ellas? Y, en caso afirmativo, ¿qué métodos pueden usarse de manera justificada para lograr ese fin?"
En reacción a la Operación Pizza Roll, Thomas John criticó la metodología de Gerbic: "Que Susan viniera a una lectura y obtuviera una lectura de dos minutos y dijera, bueno, 'hice una publicación falsa sobre mi perro Buddy y mi padre quien murió', realmente no es ningún tipo de prueba científica acerca de poderes psíquicos". Añadió: "Primero, alguien tendría que ser científico para hacer un experimento científico, no alguien que solía ser fotógrafo en Sears". 

## Premios y reconocimientos
- Premio "En las trincheras" en el 2012 Skeptic's Toolbox[92]
- "Premio James Randi al escepticismo en interés del público" en la reunión Amaz!ng Meeting 2013[93]
- Premio 2017 de la Fundación Educativa James Randi (compartido con su equipo de "guerrilla escéptica'")[94]
- Nombrado miembro del Center for Inquiry, en febrero de 2018.[7]

|  |  |

## Vida personal
El padre de Gerbic murió de cáncer en 1989. 
En 2013, Gerbic anunció que tenía cáncer de seno. Completó veinte semanas de quimioterapia en diciembre de 2013, y 33 tratamientos de radiación en marzo de 2014.